# Angie Rigueiro Iaccarino
Angie Rigueiro Iaccarino   (Buenos Aires, 16 d'agost de 1988) és una periodista i presentadora hispana-argentina. El 2023 presenta els esports d'Antena 3 Noticias. Durant dos anys va presentar les Notícies del Matí d'Antena 3. És la directora i creadora del màster de Periodisme de Televisió de la Universitat Francisco de Vitoria. També és experta en neurociència i escriptora.

## Biografia
Llicenciada en Periodisme i Publicitat i Relacions Públiques per la Universitat Francisco de Vitoria. L'últim curs el va estudiar en la universitat americana Oglethorpe University, a Atlanta, els Estats Units. Dos anys més tard, va fer un màster en Política Internacional de la Universitat Complutense de Madrid. També va fer un postgrau en Direcció d'Empreses Audiovisuals del EAE. Actualment, fa la seva tesi doctoral en terrorisme jihadista.
El seu primer contacte amb els mitjans de comunicació audiovisuals li va ser a CNN Estats Units a Atlanta. Allí va formar part de l'equip de CNN Internacional on va realitzar labors de presentació, redacció, locució i cobertura d'informatius durant dos anys. A la seva tornada a Espanya va continuar col·laborant com a freelance per a la cadena estatunidenca, cobrint esdeveniments i esdeveniments que ocorrien a Espanya.
El seu primer contacte amb Antena 3 va ser l'any 2012, com a reportera en la secció de Societat i Cultura. Dos anys després, va passar a formar part de la secció de Nacional, cobrint eleccions, campanyes electorals, Casa Reial i Congrés dels Diputats.